# Caitlin Wachs
Caitlin Elizabeth Wachs (Eugene, 15 marzo 1989) è un'attrice statunitense.
Ha un fratello minore, William, nato nel 2000.
Lavora come attrice dall'età di 6 anni, dal 1995, ed è nota per aver interpretata Rivers in Il mio cane Skip, Andrea Framm in Air Bud 3 e Air Bud 4 - Una zampata vincente e Penny Brown in Inspector Gadget 2.

## Filmografia parziale

### Cinema
- Il mio cane Skip (2000)
- Sai che c'è di nuovo? (The Next Best Thing), regia di John Schlesinger (2000)
- Air Bud 3 (2000)
- Thirteen Days, regia di Roger Donaldson (2000)
- Air Bud 4 - Una zampata vincente (Air Bud: Seventh Inning Fetch), regia di Robert Vince (2002)
- Inspector Gadget 2 (2003)
- Kids in America (2005)
- The Legend of Bloody Mary (2008)
- Endless Bummer (2009)
- Privileged - Giovane e ribelle (2010)
- Beneath the Blue (2010)
- Surf Party (2013)
- Hungover Games - Giochi mortali (2014)

### Televisione
- Willy, il principe di Bel-Air (The Fresh Prince of Bel-Air) – serie TV, episodio 5x21 (1995)
- Profiler - Intuizioni mortali (Profiler) – serie TV, 41 episodi (1996-1997)
- Il fantasma del Megaplex (Phantom of the Megaplex), regia di Blair Treu – film TV (2000)
- Una donna alla Casa Bianca (Commander in Chief) – serie TV, 18 episodi (2005-2006)
- Masters of Horror – serie TV, episodio 2x04, regia di John Carpenter (2006)